# Alisha Lehmann
Alisha Lehmann (ur. 21 stycznia 1999 w Tägertschi) – szwajcarska piłkarka grająca na pozycji napastniczki, reprezentantka kraju.

## Kariera piłkarska

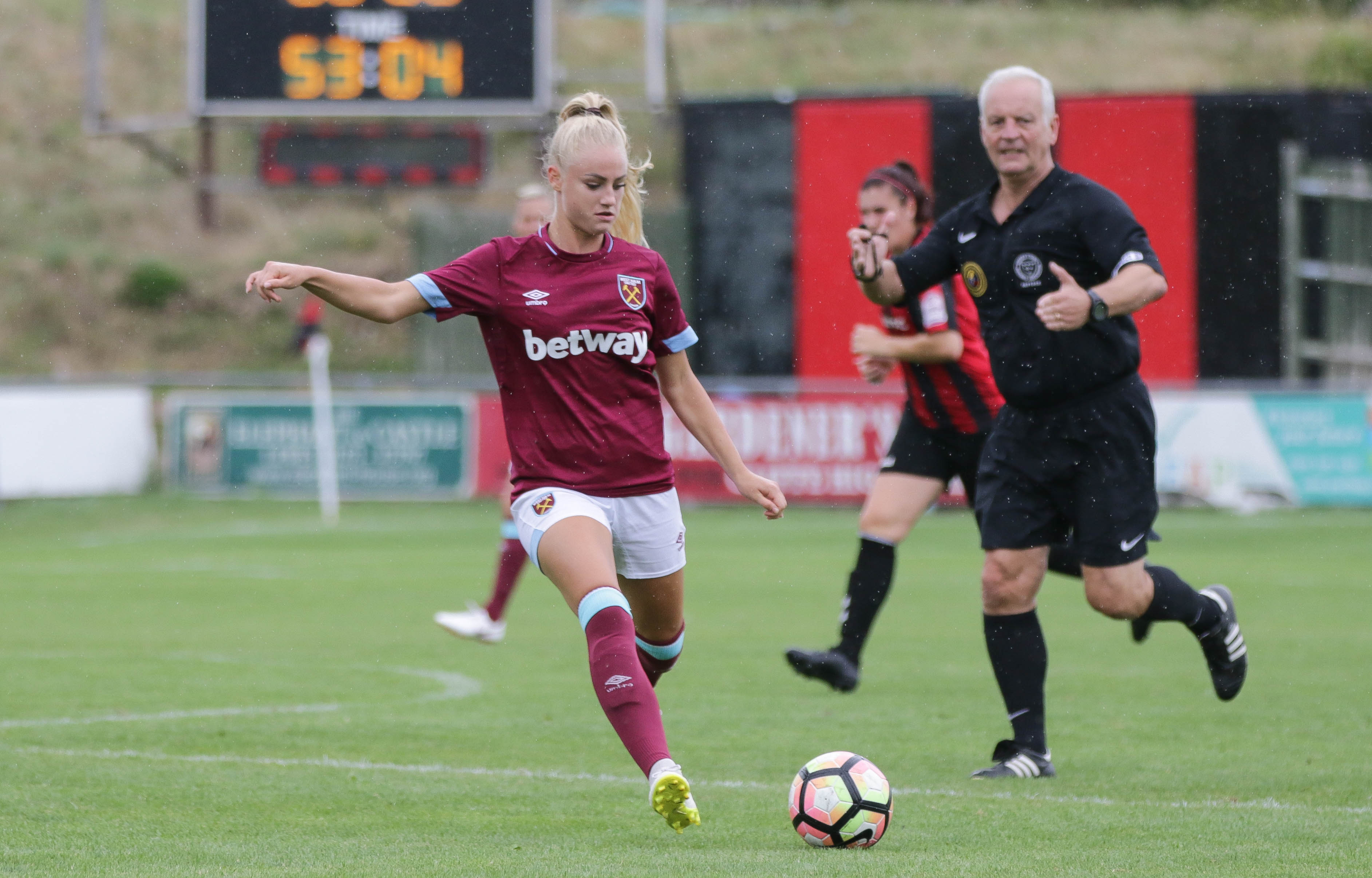
Alisha Lehmann w barwach West Hamu United, 2018 rok

Karierę piłkarską rozpoczęła w juniorach FC Konolfingen, po czym w 2016 r. rozpoczęła profesjonalną karierę w BSC YB Frauen, z którym w sezonie 2017/18 zajęła 3. miejsce w Nationalliga A. 7 sierpnia 2018 przeszła do występującego w FA Women’s Super League West Hamu United, gdyż ówczesny trener tej drużyny, Matt Beard był pod wrażeniem występu Lehmann na mistrzostwach Europy U-19 2018 w Szwajcarii. W sezonie 2018/19 w 30 meczach zdobyła 9 goli we wszystkich rozgrywkach oraz dotarła z zespołem do finału Pucharu Anglii, w którym 4 maja 2019 na Stadionie Wembley w Londynie, przegrała 3:0 z Machesterem City. 27 stycznia 2021 została wypożyczona do Evertonu do końca sezonu 2020/21. Po sezonie 2020/21 przeszła do Aston Villi.

## Kariera reprezentacyjna
W latach 2015–2016 w kadrze Szwajcarii U-17 rozegrała 19 meczów, w których zdobyła 6 goli, a także zdobyła wicemistrzostwo Europy 2015 w Islandii, po przegranej 5:2 w finale z Hiszpanią U-17, rozegranym 4 lipca 2015 na Valsvöllur w Reykjavíku, natomiast w latach 2016–2018 w reprezentacji Szwajcarii U-19 rozegrała 21 meczów, w których zdobyła 9 goli, a także wystąpiła na mistrzostwach Europy U-19 2018 w Szwajcarii, na których drużyna La Nati zajęła 3. miejsce w Grupie A po trzech meczach: 18 lipca 2018 roku na Stadionie Niedermatten w Wohlen z Francją (2:2), 21 lipca 2018 roku na Herti Allmend Stadion w Zug z Hiszpanią (0:2) oraz 24 lipca 2018 roku na Stadionie Niedermatten w Wohlen z Norwegią (3:1), kończąc tym samym udział w turnieju.
W październiku 2017 r. zadebiutowała w seniorskiej reprezentacji Szwajcarii. Pierwszego gola w kadrze narodowej zdobyła 2 marca 2018, w wygranym 4:0 meczu grupy B Cyprus Cup 2018 z Finlandią (w 17. minucie, na 1:0).

## Statystyki

### Klubowe
(Aktualne na 2 marca 2022)
| Klub               | Sezon              | Liga               | Liga  | Liga | Puchar krajowy | Puchar krajowy | Puchar ligi | Puchar ligi | Łącznie | Łącznie |
| Klub               | Sezon              | Liga               | Mecze | Gole | Mecze          | Gole           | Mecze       | Gole        | Mecze   | Gole    |
| ------------------ | ------------------ | ------------------ | ----- | ---- | -------------- | -------------- | ----------- | ----------- | ------- | ------- |
| BSC YB Frauen      | 2015/2016          | Nationalliga A     | 12    | 6    | 0              | 0              | –           | –           | 12      | 6       |
| BSC YB Frauen      | 2016/2017          | Nationalliga A     | 23    | 9    | 5              | 7              | –           | –           | 28      | 16      |
| BSC YB Frauen      | 2017/2018          | Nationalliga A     | 28    | 16   | 3              | 7              | –           | –           | 31      | 23      |
| Łącznie            | Łącznie            | Łącznie            | 63    | 31   | 8              | 14             | 0           | 0           | 71      | 45      |
| West Ham United    | 2018/2019          | FA WSL             | 20    | 6    | 5              | 2              | 5           | 1           | 30      | 9       |
| West Ham United    | 2019/2020          | FA WSL             | 13    | 3    | 1              | 0              | 4           | 1           | 18      | 4       |
| West Ham United    | 2020/2021          | FA WSL             | 9     | 0    | 0              | 0              | 2           | 1           | 11      | 1       |
| Łącznie            | Łącznie            | Łącznie            | 42    | 9    | 6              | 2              | 11          | 3           | 59      | 14      |
| Everton            | 2020/2021          | FA WSL             | 8     | 1    | 1              | 0              | 0           | 0           | 9       | 1       |
| Łącznie            | Łącznie            | Łącznie            | 8     | 1    | 1              | 0              | 0           | 0           | 9       | 1       |
| Aston Villa        | 2021/2022          | FA WSL             | 15    | 2    | 0              | 0              | 2           | 2           | 17      | 4       |
| Łącznie            | Łącznie            | Łącznie            | 15    | 2    | 0              | 0              | 2           | 2           | 17      | 4       |
| Łącznie w karierze | Łącznie w karierze | Łącznie w karierze | 128   | 43   | 15             | 16             | 13          | 5           | 156     | 64      |

## Sukcesy
BSC Young Boys
- 3. miejsce w Nationalliga A: 2018

West Ham United
- Finał Pucharu Anglii: 2019

Reprezentacyjne
- Wicemistrzostwo Europy U-17: 2015

## Życie prywatne
Alisha Lehmann deklaruje się jako osoba biseksualna. W latach 2018–2021 spotykała się z koleżanką z reprezentacji Szwajcarii, Ramoną Bachmann, z którą w lutym 2019 r. pojawiła się w serialu stacji BBC pt. Britain's Youngest Football Boss. Z kolei w latach 2021–2025 spotykała się z pomocnikiem Aston Villi, Douglasem Luizem.